# Центральна та регіональна бібліотека Берліна
Центральна та регіональна бібліотека Берліна (нім. Zentral- und Landesbibliothek Berlin) або ZLB є офіційною бібліотекою міста та землі Берлін, Німеччина. Вона була заснована як фундація двома державними законами, спочатку в 1995 році та зміненими в 2005 році, поєднуючи такі установи:
- Меморіальна бібліотека Америки (нім. Amerika-Gedenkbibliothek), одна з найбільших публічних бібліотек у Берліні, відкрита в 1954 році та спочатку фінансувалася коштом гранту Сполучених Штатів
- Берлінська міська бібліотека (нім. Berliner Stadtbibliothek), муніципальна бібліотека міста, заснована в 1901 році
- Бібліотека Сенату Берліна (нім. Senatsbibliothek Berlin), офіційна бібліотека Берлінського сенату, заснована 22 грудня 1948 року.
- Берлінський загальний каталог (нім. Berliner Gesamtkatalog або BGK)

У 2011 році бібліотечна система налічувала понад 3,4 млн електронних та друкованих носіїв.
Фонд одержує обов'язковий примірник всіх видань, що виходять у Берліні. ZLB також має значні історичні колекції, а також керує Центром берлінських досліджень у Ріббек-Хаузі. ZLB є членом Публічних бібліотек Берліна (VÖBB) і Кооперативної бібліотечної мережі Берліна-Бранденбурга (KOBV). Бібліотекою-партнером є Центр Жоржа Помпіду в Парижі.

## Місцезнаходження
- Берлін-Кройцберг Blücherplatz 1 (Меморіальна бібліотека Америки)
- Берлін-Мітте Breite Strasse 30–36 (Берлінська міська бібліотека)
- Берлін-Шарлоттенбург (Бібліотека Сенату Берліна)

Існували плани об'єднати три установи в новій будівлі в колишньому аеропорту Темпельгоф, але референдум 2014 року припинив плани Сенату Берліна відкрити частини території аеропорту для розвитку. Дебати щодо централізованого розташування тривали, і в 2018 році місцем для нової будівлі центральної бібліотеки обради ділянку на Блюхерплац. Американська меморіальна бібліотека, яка внесена до списку історичних пам'яток, має залишитися частиною нового ансамблю. Очікується, що будівництво розпочнеться не раніше 2025 року.